# Güines
Güines là một đô thị và thành phố ở tỉnh La Habana của Cuba. Vị trí Bản mẫu:Mi to km về phía đông nam La Habana, bên sông Mayabeque.
Người Tây Ban Nha đã lập thành phố này năm 1737.

## Thông tin nhân khẩu
Năm 2004, đô thị Güines có dân số 68.951 người. Diện tích là 445 km² (171,8 mi²). Với mật độ dân số là 154,9người/km² (401,2người/sq mi).
Đô thị này được chia thành các phường (barrio) Catalina, Norte, Rural Primero, Rural Segundo, Rural Tercero, Rural Cuarto và Sur.